# فرد تشيرشل ليونارد
فرد تشيرشل ليونارد هو محامي وسياسي أمريكي، ولد في 16 فبراير 1856 في Elmer, Pennsylvania ‏ في الولايات المتحدة، وتوفي في 5 ديسمبر 1921 في Coudersport, Pennsylvania ‏ في الولايات المتحدة. نشط حزبياً في الحزب الجمهوري. وقد انتخب عضو مجلس النواب الأمريكي ‏.